# Calumet

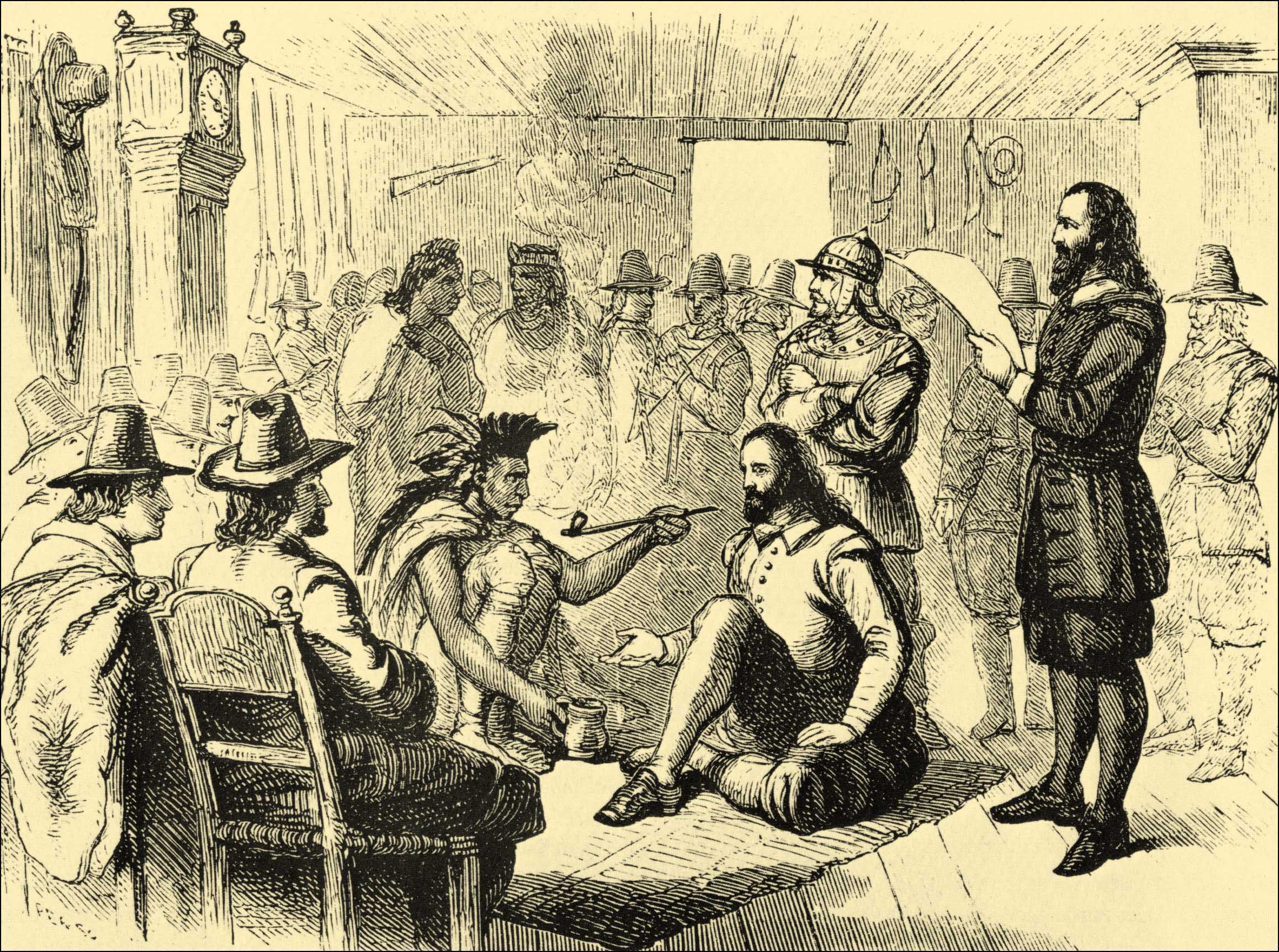
Il capo indiano Massasoit e il governatore della prima colonia inglese in America, John Carver, fumano la pipa della pace.

Il calumet ([kalyˈmɛ]; pronuncia italiana calumé o calumèt), in italiano anche calumè, è una pipa da cerimonia dei popoli Nativi dell'America Settentrionale.

## Tradizione
Il calumet veniva utilizzato durante importanti cerimonie, specialmente per celebrare un trattato di pace o di alleanza.
Secondo la leggenda dei Lakota, che lo chiamano Chanunpa Wakan o čhaŋnúŋpa, il calumet fu donato agli uomini dalla femmina bianca di bisonte insieme alle sette cerimonie.

## Struttura
La tradizione vuole che il cannello - fatto comunemente con legno di frassino bianco - simboleggi gli uomini, mentre il fornello - fatto comunemente di pietra  - rappresenterebbe la madre Terra.
I Lakota usavano per il fornello del calumet la catlinite (dal nome di George Catlin,  pittore statunitense che visse a lungo fra gli indiani e a cui veniva concesso di visitare le aree dove si trovava tale materiale), uno scisto quarzifero colorato di rosso per l'alto contenuto di ferro e facilmente lavorabile. Altre tribù usavano rocce bluastre, nere o verdi. I Cherokee e i Chickasaw costruivano fornelli con una sorta di terracotta. Gli Ute del Colorado usavano alabastro color salmone.
Nel calumet venivano comunemente bruciate salvia e graminacee, oltre al tabacco.